# Тиберий Клавдий Атал Патеркулиан
Тиберий Клавдий Атал Патеркулиан (на латински: Tiberius Claudius Attalus Paterculianus, на гръцки: Κλαουδιου Ατταλου) е сенатор и политик на Римската империя. Произхожда от знатния римски род Клавдии.
Управител е на провинция Тракия (legatus Augusti pro praetore Thraciae) по времето на август Комод през 183 – 184 г. Участва в издаването на монетни емисии чрез градската управа на Никополис ад Иструм (дн. с. Никюп, по това време част от провинция Тракия). По-късно е убит по заповед на неговия бивш войник Публий Валерий Комазон, преторианския префект през 219 г.